# Acequia (Idaho)
Acequia város az USA Idaho államában, Minidoka megyében. Lakosainak száma 131 fő (2020. április 1.).

## Népesség
A település népességének változása:

| 2010 | 124 |
| 2020 | 131 |